# Pseudamycus validus
Pseudamycus validus là một loài nhện trong họ Salticidae.
Loài này thuộc chi Pseudamycus. Pseudamycus validus được Tord Tamerlan Teodor Thorell miêu tả năm 1877.